# História Viva
História Viva é uma revista mensal brasileira especializada em História, publicada pela Duetto Editorial desde outubro de 2003. Além dos números regulares, a revista lança periodicamente edições especiais ou séries temáticas com assuntos como Mitologia, Religiões, Getúlio Vargas, Viquingues, Napoleão, dentre outros.
Além do material produzido localmente, a revista publica artigos traduzidos, em parceria com a francesa "Historia", publicada pelas Publicações Tallandier. Também disponibiliza um espaço para divulgação de teses e publicações sobre história.
Impressa nas gráficas da Ediouro, a Duetto tem sua sede em São Paulo e é fruto do consórcio daquela empresa editorial com a editora Segmento.